# Leucula flavilinguaria
Leucula flavilinguaria là một loài bướm đêm trong họ Geometridae.